# Oliebollen

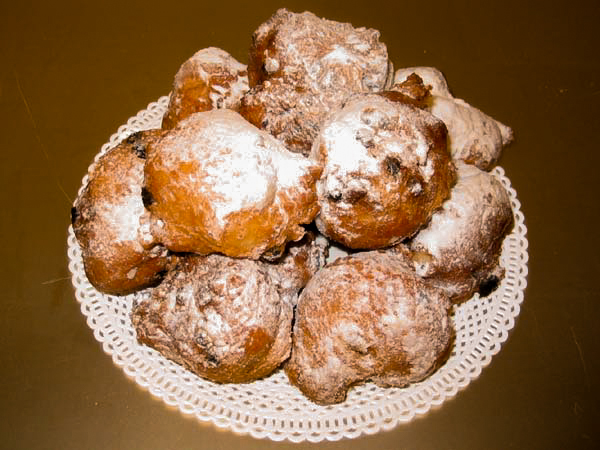
Oliebollen / smoutebollen.

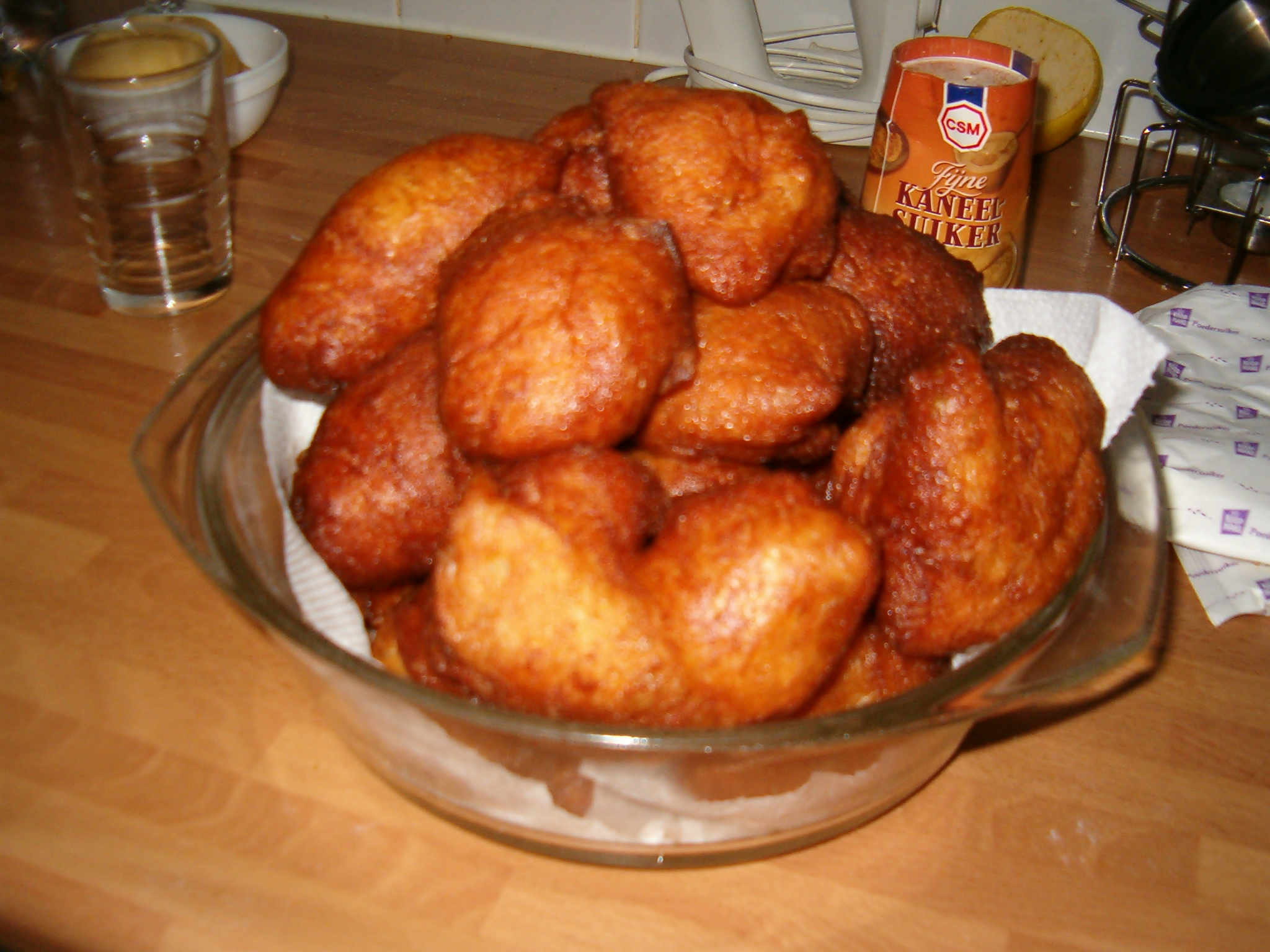
Oliebollen / smoutebollen recién hechos sin azúcar.

Oliebollen o smoutebollen (literalmente 'bolas de aceite') es un dulce típico de la cocina neerlandesa. Se suele servir tradicionalmente en año nuevo y en las ferias.

## Historia
Se dice que la primera vez que se empezó a servir este dulce entre las tribus germanas fue durante la fiesta de Yule, es decir durante el periodo que va desde 26 de diciembre hasta el 6 de enero. El dios germano Perchita junto con todos los demonios viaja al cielo del invierno y por esta razón se sirven estos bollos fritos en aceite y para protegerse del frío invernal. 

## Características
Este tipo de bollo suele hacerse con la concavidad de dos cucharas que amontonan una cierta cantidad de masa que posteriormente se vierte sobre la freidora llena de aceite hirviendo. De esta forma al freirse adquieren ese nombre en holandés que es 'bola de aceite'. La masa se elabora con harina de trigo, huevos, levadura, sal y un poco de leche. Como relleno de la masa se suelen añadir pasas sultanas o trozos de manzana, la masa suele dejarse crecer durante al menos una hora. Cuando se sirven los Oliebollen se les añade una capa de azúcar fina.